# シュルチ
シュルチ (ラテン文字:Shorchi, Shurchi、ウズベク語: Shoʻrchi / Шўрчи、ロシア語: Шурчи) はウズベキスタン・スルハンダリヤ州の都市である。州都のテルメズからは北北東に約100kmの地点に位置する。2012年の人口は26,773人となっている。「ショルチ」と表記されることもある。

## 概要
1976年に都市として設立された。街の主な産業は織物産業とセラミックやコンクリートなどの建築資材産業である。
街には州都テルメズからデナウを経由してタジキスタンのドゥシャンベを結ぶ高速道路のM41が通っている。